# Lignières (Cher)
Lignières – miejscowość i gmina we Francji, w Regionie Centralnym, w departamencie Cher, położona nad rzeką Arnon.
Według danych na rok 1990 gminę zamieszkiwało 1650 osób, a gęstość zaludnienia wynosiła 75 osób/km² (wśród 1842 gmin Regionu Centralnego Lignières plasuje się na 243. miejscu pod względem liczby ludności, natomiast pod względem powierzchni na miejscu 591.).